# Karl Autz
Karl-Heinz Autz (* 18. Dezember 1949) ist ein ehemaliger österreichischer Fußballtorwart.

## Karriere
Autz absolvierte in der Saison 1973/74 ein Spiel für die WSG Radenthein in der Nationalliga, der höchsten österreichischen Spielklasse. Mit Radenthein stieg er zu Saisonende aus der Nationalliga ab. Zur Saison 1975/76 wechselte er zum Villacher SV. Nach sieben Spielzeiten beim VSV schloss er sich zur Saison 1982/83 dem Bundesligisten SK Austria Klagenfurt an.
Für die Klagenfurter absolvierte er in jener Spielzeit zwei Spiele in der 1. Division. Nach einer Saison kehrte Autz wieder zum VSV zurück, bei dem er nach der Saison 1983/84 auch seine Karriere beendete.

## Persönliches
Autz erhielt im Mai 2016 das Ehrenzeichen der Stadt Villach für ehrenamtliche Leistungen.